# Prix Laurent-Terzieff
 (avril 2024).
Si vous disposez d'ouvrages ou d'articles de référence ou si vous connaissez des sites web de qualité traitant du thème abordé ici, merci de compléter l'article en donnant les références utiles à sa vérifiabilité et en les liant à la section « Notes et références ».
Le prix Laurent-Terzieff est une distinction artistique française décernée depuis juin 2012 par le Syndicat professionnel de la critique de théâtre, de musique et de danse (devenu en janvier 2015 l'Association professionnelle de la critique de théâtre, de musique et de danse). Il récompense le meilleur spectacle présenté durant la saison dans un théâtre privé.

## Palmarès
- 2012 : Le Fils de Jon Fosse, mise en scène Jacques Lassalle, théâtre de la Madeleine
- 2013 : Ravel de Jean Echenoz, mise en scène Anne-Marie Lazarini, théâtre Artistic Athévains
- 2014 : Gros-Câlin de Romain Gary, mise en scène Bérangère Bonvoisin, théâtre de l'Œuvre
- 2015 : The Servant de Robin Maugham, mise en scène Thierry Harcourt, Théâtre de Poche Montparnasse
- 2016 : Qui a peur de Virginia Woolf ? d'Edward Albee, mise en scène Alain Françon, théâtre de l'Œuvre
- 2017 : Histoire du soldat de Ramuz et Stravinsky, mise en scène Stéphan Druet, Théâtre de Poche-Montparnasse[1]
- 2018 : Girls and boys de Dennis Kelly, mise en scène de Mélanie Leray, Théâtre du Petit-Saint-Martin et La Ménagerie de verre de Tennessee Williams, mise en scène de Charlotte Rondelez, Théâtre de Poche-Montparnasse[2]
- 2019 : Rouge de John Logan, mise en scène Jérémie Lippmann, Théâtre Montparnasse[3]
- 2020 : Rouge de John Logan, mise en scène Jérémie Lippmann, théâtre Montparnasse[4]
- 2021 : On purge bébé de Georges Feydeau, mise en scène Emeline Bayart, Théâtre de l’Atelier[5]
- 2022 : Comme il vous plaira de William Shakespeare, mise en scène Léna Bréban[6]
- 2023 : Fin de partie de Samuel Beckett, mise en scène de Jacques Osinski[7]
- 2024 : Guerre de Louis-Ferdinand Céline, mise en scène de Benoît Lavigne[8]